# 埃爾奧羅省
埃爾奧羅省（西班牙語：Provincia de El Oro，「黃金」的意思），是厄瓜多爾南部的一個省，西北臨太平洋瓜亞基爾灣，西南與秘魯接壤。面積5,850平方公里，2007年人口525,763人。首府馬查拉。
1884年4月23日建省。下分十四市。
1. ↑  . 2012-01-22  [2012-01-22]. （原始内容存档于2014-07-25）.
2. ↑  Citypopulation.de （页面存档备份，存于） Population and area of El Oro Province
3. ↑  Villalba, Juan. . Scribd.   [2019-02-05]. （原始内容存档于2019-04-27） （西班牙语）.